# Прямоволосник
Прямоволосник (Orthotrichum) — рід мохів родини Orthotricheae. Він поширений по всьому світу.
У роду близько 125 видів.

## Характеристика
Стебла прямовисні. Листки від яйцюватої до ланцетної форми; краї зазвичай загорнуті або загнуті назад; середня жилка тягнеться до верхівки; клітини часто бородавчасті, від прямокутних до округлих, шестигранні. Коробочкові ніжки надзвичайно короткі, тому коробочка заглиблена в листову розетку й зазвичай він лише трохи виступає над нею. Перистом зазвичай подвійний. Ці мохи також можуть розмножуватися вегетативно, утворюючи листоподібні органи розмноження.